# 善養寺 (葛飾区)
善養寺（ぜんようじ）は、東京都葛飾区にある浄土宗の寺院。

## 歴史
天正年間（1573年-1592年）、廓誉理順によって開山された。元々、当地には念仏堂があったが、それを寺院化したものである
現在の本堂は、1787年（天明7年）に造営されたもので、1855年（安政2年）の大地震によって一旦倒壊した。その後、これらの廃材を使って再度建て直したものである。

## 交通アクセス
- 亀有駅より徒歩11分（経路案内）。